# Rodrigo Flores
Rodrigo Flores Álvarez (Santiago del Cile, 23 agosto 1913 – Santiago del Cile, 17 gennaio 2007) è stato un ingegnere e scacchista cileno.
Si laureò in ingegneria all'Università del Cile e fu professore di ingegneria strutturale presso la stessa università.

## Principali risultati
Dal 1931 al 1965 vinse 11 volte il campionato cileno.
Partecipò con la nazionale cilena a tre olimpiadi degli scacchi: Buenos Aires 1939 in 2ª scacchiera, Dubrovnik 1950 in 2ª scacchiera e Mosca 1956 in 1ª scacchiera.
La sua vittoria contro Moshe Czerniak alle olimpiadi di Buenos Aires venne lodata dal campione del mondo Alekhine, dall'ex campione del mondo Capablanca e dal suo avversario.
Nel 1937 vinse a São Paulo il campionato sudamericano, davanti a René Letelier. Nel 1951 fu 4° nel torneo zonale di Mar del Plata (vinsero Erich Eliskases e Julio Bolbochán). Nel 1960 fu 3°-5° a 
São Paulo. Nel 1961 fu 2º dietro a Eugenio German nello zonale di São Paulo.